# The Songs Lennon and McCartney Gave Away
The Songs Lennon and McCartney Gave Away, publié au Royaume-Uni et en Europe, au Mexique, en Australie et au Japon en 1979, est un album conceptuel contenant des chansons composées par John Lennon et Paul McCartney qui n'ont pas été enregistrées par les Beatles mais interprétées et publiées par d'autres artistes.

## Historique
Publiées pour la plupart dans les années 1960, ces compositions originales avaient été choisies à ne pas être diffusées en tant que chansons des Beatles. L'exception est la chanson I'm the Greatest, sortie en 1973 par Ringo Starr sur son album Ringo. Écrite par John Lennon, tous les anciens membres des Beatles, sauf Paul McCartney, participent à son enregistrement. Les enregistrements de démonstration effectués par Lennon des chansons I'm in Love (en) et Bad to Me (en) ont été inclus dans l'album en téléchargement The Beatles Bootleg Recordings 1963 sorti en 2013. À part ces trois chansons précédentes et Hello Little Girl qui sont écrites par Lennon, toutes les autres sont l’œuvre de McCartney mais quelquefois avec un peu d'aide de son partenaire d'écriture.
La chanson Woman (en) est écrite en 1966 par Paul McCartney mais créditée du pseudonyme Bernard Webb (tandis qu'aux États-Unis, le nom « A. Smith » est utilisé sur certaines éditions de Capitol Records). Le beatle voulait vérifier si une chanson écrite par lui, mais non signée, pouvait devenir un succès. Bien qu'elle n'atteigne pas le sommet du palmarès, la chanson s'est tout de même placée à la 14e position aux États-Unis et à la 28e au Royaume-Uni. C'est l'une des quatre chansons de McCarney, toutes présentes dans cette collection, à être enregistrées par Peter and Gordon, le duo dans lequel jouait le frère de sa petite amie, l'actrice Jane Asher. La chanson A World Without Love (en) a même atteint la première place des palmarès britannique et américain.
La chanson Penina a été créée par McCartney au Portugal en décembre 1968 lorsque le musicien est en voyage avec Linda Eastman, sa future épouse. Il se présente tard en soirée à l'hôtel Penina en Algarve et s'invite à jouer du piano et de la batterie avec Jotta Herre (pt), l'orchestre en résidence de l'établissement. À la demande du chef d'orchestre, Anibal Cunha, il improvise cette chanson au piano. Cunha l'enregistrera avec son groupe en 1969 et la même année, le chanteur Carlos Mendes en fera la reprise entendue ici.
Cat Call, la pièce instrumentale qui clôt l'album est une composition à saveur jazz de Paul McCartney, celle-ci datant du temps des Quarrymen, et qui portait originellement le titre Catswalk. Elle a été enregistrée par Chris Barber's Band et sortie en single le 20 octobre 1967. Enregistrement initié par McCartney et produit par Giorgio Gomelsky,, on entend crier le beatle parmi les « cat callers », tels que décrits sur l'album Battersea Rain Dance sorti en 1969.
Mises à part les chansons That Means a Lot, enregistrée par l'américain P. J. Proby sur une orchestration de George Martin, un ami du groupe de passage en Angleterre, et Like Dreamers Do des Applejacks, toutes les autres ont été enregistrées par des artistes de l'« écurie » du manager des Beatles, Brian Epstein. Par contre One and One Is Two fut offerte à Billy J. Kramer qui la refusa et ensuite aux Fourmost qui l'enregistrèrent mais en furent insatisfait. Elle a donc été enregistrée par The Strangers with Mike Shannon. Ce groupe Sud-Africain, après n'avoir publié que deux singles n'ayant pas atteint les palmarès autant britannique qu'américain, est rapidement tombé dans l'oubli.
Les titres Like Dreamers Do, Hello Little Girl et Love of the Loved ont été enregistrées par les Beatles lors de leur infructueuse audition chez Decca, mais seules les deux premières ont été incluses sur leur album compilation Anthology 1. I'll Be on My Way sera entendue, jouée par le groupe dans les studios de la radio publique, sur l'album Live at the BBC paru en 1994. La démo de That Means a Lot est incluse sur Anthology 2 et une improvisation de Step Inside Love enregistrée lors des séances de l'« Album blanc » est publié sur Anthology 3 et plus tard incluse dans un des disques bonus de l'édition du cinquantenaire de cet album.

## Pochette
L'artiste Adam Yeldham illustre la pochette avec un dessin des profils de Lennon et de McCartney se faisant face. Le dessin de Lennon est tiré du verso de la pochette d'Imagine, son disque de 1971, tandis que celui de McCartney, un fac-similé de l'esquisse par Klaus Voormann de l'album Revolver des Beatles. Au bas, se trouvent des dessins de tous les artistes qui interprètent les chansons de ce disque. Le texte accompagnateur est de Tony Barrow (en), l'ancien attaché de presse du groupe.

## Liste des chansons
Toutes les chansons sont créditées à Lennon/McCartney et présentées en stéréo, sauf indications contraires. Les titres suivis d'un astérisque sont crédités McCartney/Lennon sur la pochette. Le symbole ‡ dénote une chanson qui a éventuellement été publiée sur des albums posthumes des Beatles.
| No  | Titre                                      | Artistes                        | Durée |
| --- | ------------------------------------------ | ------------------------------- | ----- |
| 1.  | I'm the Greatest (John Lennon) (1973)      | Ringo Starr                     | 3:23  |
| 2.  | One and One Is Two (1964 - Mono)           | The Strangers with Mike Shannon | 2:11  |
| 3.  | From a Window (en) (1964)                  | Billy J. Kramer and the Dakotas | 1:58  |
| 4.  | Nobody I Know (en) (1964 - Mono)           | Peter and Gordon                | 2:29  |
| 5.  | Like Dreamers Do* ‡ (1964)                 | The Applejacks                  | 2:31  |
| 6.  | I'll Keep You Satisfied (en) (1963 - Mono) | Billy J. Kramer and the Dakotas | 2:05  |
| 7.  | Love of the Loved (1963)                   | Cilla Black                     | 2:02  |
| 8.  | Woman (en) (Bernard Webb) (1966)           | Peter and Gordon                | 2:26  |
| 9.  | Tip of My Tongue (en) (1963 - Mono)        | Tommy Quickly                   | 2:06  |
| 10. | I'm in Love (en) ‡ (1963 - Mono)           | The Fourmost ,                  | 2:08  |

| No  | Titre                                     | Artistes                        | Durée |
| --- | ----------------------------------------- | ------------------------------- | ----- |
| 1.  | Hello Little Girl* ‡ (1963 - Mono)        | The Fourmost ,                  | 1:51  |
| 2.  | That Means a Lot ‡ (1965)                 | P.J. Proby                      | 2:33  |
| 3.  | It's for You (en) (1964)                  | Cilla Black                     | 2:21  |
| 4.  | Penina (Paul McCartney) (1969)            | Carlos Mendes                   | 2:36  |
| 5.  | Step Inside Love ‡ (1968)                 | Cilla Black                     | 2:21  |
| 6.  | A World Without Love (en) (1964)          | Peter and Gordon                | 2:38  |
| 7.  | Bad to Me (en) ‡ (1963 - Mono)            | Billy J. Kramer and the Dakotas | 2:18  |
| 8.  | I Don't Want to See You Again (en) (1964) | Peter and Gordon                | 1:59  |
| 9.  | I'll Be on My Way* ‡ (1963 - Mono)        | Billy J. Kramer and the Dakotas | 1:40  |
| 10. | Cat Call (Paul McCartney) (1967)          | The Chris Barber Band           | 3:04  |

### Albums similaires
En 1970, l'album The Stars Sing Lennon & McCartney avait déjà été publié en Europe et ailleurs sur l'étiquette Music for Pleasure (en) (MFP), contenant neuf des chansons qui sont incluses ici, ainsi que les reprises When I'm Sixty-Four (par Bernard Cribbins), She's Leaving Home (par David and Jonathan (en)) et Misery (par Kenny Lynch),.
Quelques mois avant la sortie de The Songs Lennon and McCartney Gave Away, EMI Svenska AB, la filiale suédoise de EMI, publie le disque Northern Songs, contenant quatorze des vingt chansons de cet album,.

## Autres chansons
Il est à noter que trois autres chansons, toutes écrites et produites par Paul McCartney, auraient pu aussi être incluses dans cette collection; 
- Thingumybob, l'indicatif musical de l'émission de télévision britannique homonyme, enregistrée par le Black Dyke Mills Band en 1968[27] (et par le George Martin Orchestra la même année[21]).
- Goodbye, un single enregistré par Mary Hopkin[28], également parue sur l'album Post Card (en).
- Come and Get It de Badfinger, la chanson thème du film The Magic Christian.

Ces deux dernières sont enregistrées en 1969 et les maquettes peuvent être entendues, interprétées en solo par leur auteur, sur la réédition du cinquantenaire de l'album Abbey Road et sur Anthology 3, respectivement.
George Harrison
Pour sa part, George Harrison, le guitariste du groupe, a offert Sour Milk Sea (en) à l'artiste britannique Jackie Lomax. Une maquette enregistrée par les Beatles peut être entendue sur le disque bonus Esher Demos de l'édition du cinquantenaire de l'« Album blanc ». Le single produit par Harrison, sur lequel on entend tous les membres du groupe, à l'exception de John Lennon, et accompagnés d'Eric Clapton et de Nicky Hopkins, est publié le 26 août 1968. Avec Hey Jude, le tube des Beatles, Those Were the Days, de Mary Hopkin et produit par McCartney, et Thingumybob, c'est l'un des quatre premiers 45 tours du nouveau label Apple, tous sortis simultanément sous le nom Our First Four.
Il a aussi coécrit, avec Eric Clapton, la chanson Badge parue en février 1969 sur l'album Goodbye de Cream. Harrison est guitariste invité mais crédité du pseudonyme L'Angelo Misterioso.